# Kommission Reinhaltung der Luft

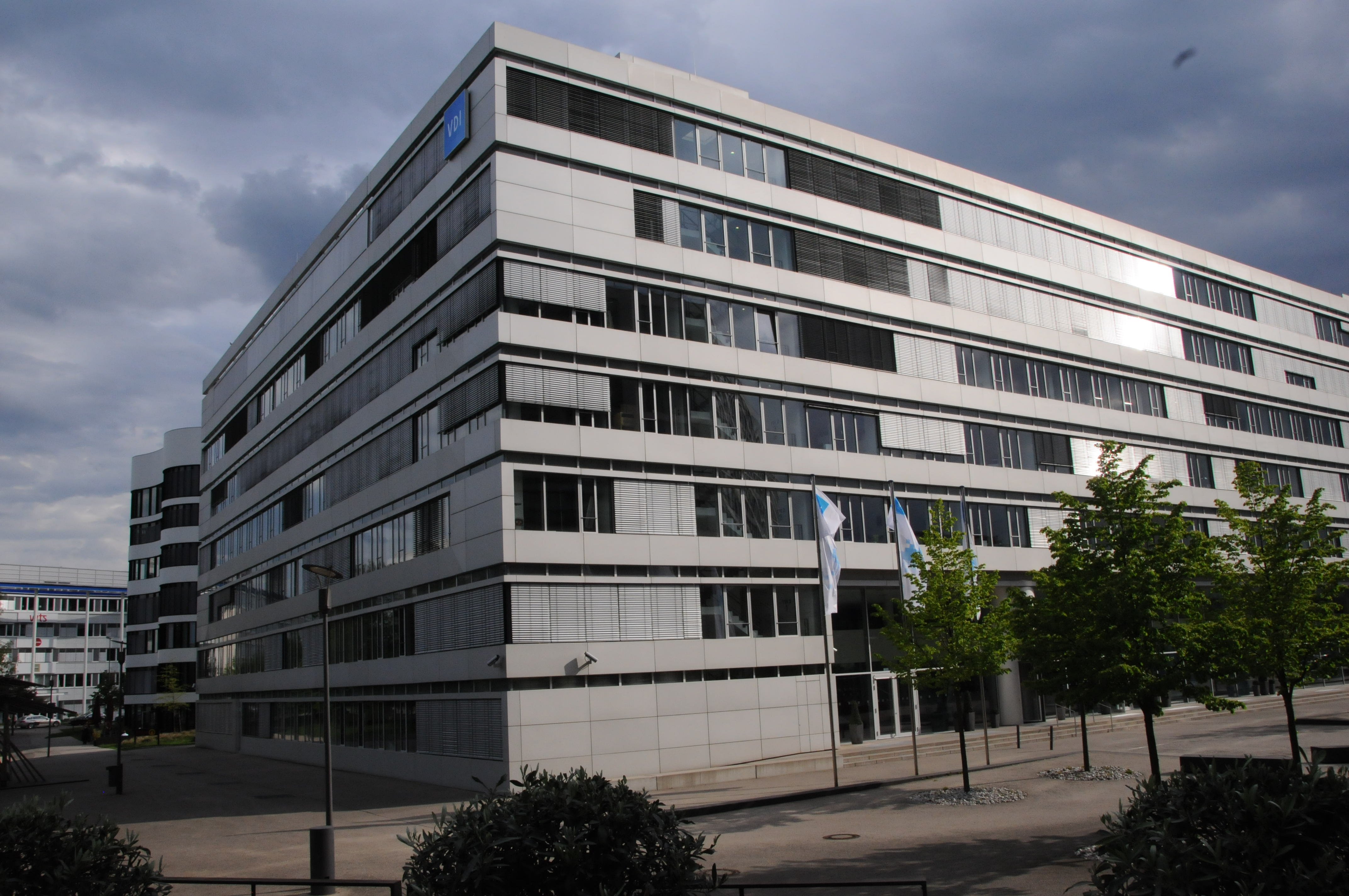
Das VDI-Haus am Flughafen Düsseldorf – Sitz der Kommission Reinhaltung der Luft seit August 2008

Die Kommission Reinhaltung der Luft (KRdL) ist eine seit 1957 bestehende Fachgesellschaft, die vom Verein Deutscher Ingenieure (VDI) gegründet wurde. Sie ist seit 1990 zusätzlich ein externer Normenausschuss des Deutschen Instituts für Normung (DIN) mit dem Arbeitsschwerpunkt Luftqualität und trägt seit 2016 die Bezeichnung VDI/DIN-Kommission Reinhaltung der Luft – Normenausschuss. Der Sitz der Kommission Reinhaltung der Luft ist das VDI-Haus in Düsseldorf.

## Geschichte
Der VDI-Fachausschuss für Staubtechnik wurde am 13. Februar 1928 mit den Arbeitsschwerpunkten Staubbeseitigung, Stauberzeugung, hygienische Staubfragen, Staubtechnologie, Staubbrände/-explosionen sowie Prüf- und Messwesen gegründet. Bereits im Jahr 1927 hatte der Berliner Bezirksverein des VDI einen entsprechenden Fachausschuss gegründet, der im Folgejahr in den Gesamtverein aufgenommen wurde. Mit der durch die Zugehörigkeit des VDI zum NS-Bund Deutscher Technik ausgelösten Vereinsauflösung vom 22. November 1945 auf Basis des Kontrollratsgesetz Nr. 2 vom 10. Oktober 1945, erlassen durch den Alliierten Kontrollrat, endete auch die fachliche Arbeit des Vereins. Nach der Genehmigung durch die Militärregierung wurde der VDI am 12. September 1946 in der Britischen Zone und schließlich im September 1949 für das gesamte Gebiet der Bundesrepublik Deutschland und West-Berlin neu gegründet. Der Fachausschuss für Staubtechnik wurde 1947 neu gegründet und 1955 in VDI-Fachgruppe Staubtechnik umbenannt.
In Deutschland reagierte man, ähnlich wie auch in anderen Industrieländern, erst in den 1950er-Jahren mit dem Wiederaufbau nach dem Zweiten Weltkrieg verstärkt auf die Luftverschmutzung, die insbesondere im städtischen Bereich dramatisch zugenommen hatte. Im Juni 1955 machte der VDI, der sich zu diesem Zeitpunkt bereits seit mehr als 20 Jahren intensiv mit dem Thema Luftqualität beschäftigte, die Interparlamentarische Arbeitsgemeinschaft (IPA) darauf aufmerksam, dass gesetzliche Regelungen nur dann erfolgreich sein könnten, wenn vorher ein fundiertes Regelwerk an technischen Grundlagen geschaffen würde.
Der Deutsche Bundestag beschäftigte sich aufgrund eines Antrags der SPD-Fraktion vom 4. Juli 1956 mit dem Titel „Verunreinigung der Luft durch Industriebetriebe“ zum ersten Mal mit dem Thema Luftreinhaltung. In der Plenarsitzung des Deutschen Bundestages am 11. Januar 1957 wurde die Einsetzung einer unabhängigen Kommission zur Ausarbeitung eines Abwehrplanes gegen die Luftverunreinigung beantragt. Der Beschluss des Deutschen Bundestags vom 11. Januar 1957 beinhaltet auch eine Antwort der Bundesregierung u. a. mit dem Vorschlag zur Aufstellung zeitgemäßer technischer Regeln in Selbstverantwortung der Beteiligten.
Die IPA empfahl daraufhin Anfang 1957 die Umwandlung des interdisziplinär zusammengesetzten und am 7. November 1955 gegründeten Ausschusses Reinhaltung der Luft der VDI-Fachgruppe Staubtechnik in eine selbstständige und eigenverantwortlich arbeitende Kommission Reinhaltung der Luft. Da sich die Bundesregierung zu diesem Zeitpunkt noch nicht näher mit den Problemen des Umweltschutzes beschäftigt hatte, war sie auf die Vorarbeit sachverständiger Gremien dringend angewiesen und stimmte der Gründung der Kommission Reinhaltung der Luft zu.
Am 15. März 1957 wurde vom Beirat der VDI-Fachgruppe Staubtechnik beschlossen, den ihr zugehörigen Ausschuss Reinhaltung der Luft in eine selbstständige Kommission zu erheben (Ausgründung), welche sich am 2. Mai desselben Jahres zu ihrer konstituierenden Sitzung traf und als Kommission Reinhaltung der Luft mit der Aufgabe gegründet wurde, technische Regeln zu erarbeiten, die dem Gesetzgeber als Grundlage für gesetzliche Vorschriften dienen sollten. In die neu gegründete Kommission Reinhaltung der Luft gingen die inhaltlichen Aufgaben des Ausschusses Reinhaltung der Luft der VDI-Fachgruppe Staubtechnik über. Die erste von der KRdL herausgegebene VDI-Richtlinie mit dem Titel „VDI 2091 Staubauswurf von Dampferzeugern über 10 t/h Leistung“ erschien im Januar 1958. Bis zum Jahr 1960 konnten bereits 15 VDI-Richtlinien, darunter ein Katalog der Quellen für die Luftverunreinigung (VDI 2090) und eine Sammlung von Begriffsbestimmungen (VDI 2104), veröffentlicht werden. Der Fokus der inhaltlichen Arbeit in der damaligen Zeit lag allerdings auf der Erstellung von VDI-Richtlinien zum Thema Staub- und Gasauswurf aus verschiedenen Industriebereichen (VDI 2091 bis VDI 2103). Das VDI-Handbuch Reinhaltung der Luft fasste die VDI-Richtlinien zusammen. Dieses Handbuch wurde mit dem Handbuch Staub zusammengeführt und anschließend neu geordnet. Das VDI-Handbuch Staubtechnik wurde entsprechend der technischen Entwicklung nicht mehr weitergeführt. Die Veröffentlichung von Richtlinienentwürfen der Kommission Reinhaltung der Luft wird seit 1964 im Bundesanzeiger angekündigt, um allen interessierten Kreisen eine Möglichkeit zur Stellungnahme zu bieten. Im Jahr 1965 war die Kommission Reinhaltung der Luft Gründungsmitglied der „International Union of Air Pollution Prevention Associations“ (IUAPPA).
Mit einer im Dezember 1974 beschlossenen Satzungsänderung wurde die VDI-Fachgruppe Staubtechnik in die Kommission Reinhaltung der Luft integriert. Im Jahr 1976 wurden Mitarbeiter des damals neuen Umweltbundesamtes in die Hauptausschüsse, den Beirat und in die Arbeitsgruppen der Kommission aufgenommen. 1996 wurde der Name der Kommission Reinhaltung der Luft um den Zusatz Normenausschuss (ursprünglich: Normenausschuß) ergänzt. Im selben Jahr wurden die bis dahin fünf Fachbereiche um einen reduziert, indem die bisherigen Fachbereiche „Entstehung und Verhütung von Emissionen“ und „Verfahren zur Abgasreinigung, Staubtechnik“ zum Fachbereich „Umweltschutztechnik“ zusammengefasst wurden.
Der Zusammenschluss der Kommission Reinhaltung der Luft mit dem DIN-Normenausschuss Luft (NLuft) im März 1990 zur „Kommission Reinhaltung der Luft (KRdL) im VDI und DIN“ beendete die bis dahin laufende Parallelarbeit und führte zur notwendigen Harmonisierung des Regelwerks im Inland mit dem Ziel einer mit dem einheitlichen nationalen Konsens abgesicherten, strategisch stärkeren Teilhabe Deutschlands an der europäischen (CEN) und internationalen (ISO) Normungsarbeit. Die KRdL stellt seit 1990 das Sekretariat des Technical Committee 146 „Air Quality“ von ISO (ISO/TC 146) und seit 1991 auch das gleichnamige Technical Committee von CEN (CEN/TC 264). Das Handbuch bekam den neuen Titel VDI/DIN-Handbuch Reinhaltung der Luft und wurde um das Thema Meteorologie erweitert.
Organzeitschrift der KRdL ist die seit 1936 bestehende Gefahrstoffe – Reinhaltung der Luft. Die Mitherausgeberschaft der Zeitschrift hat die KRdL seit 1962 inne.

## Auftrag
Der Auftrag der Kommission Reinhaltung der Luft lautet:

„Die Kommission Reinhaltung der Luft im VDI und DIN unterstützt das Bundesministerium für Umwelt, Naturschutz, Bau und Reaktorsicherheit bei der Durchführung der Aufgaben auf dem Gebiet der Reinhaltung der Luft im Sinne von §1 des Bundes-Immissionsschutzgesetzes. Die Kommission stellt den Stand von Wissenschaft und Technik in freiwilliger Selbstverantwortung und gemeinsam mit allen Beteiligten (Behörden, Wissenschaft und Industrie) fest und setzt diese in Richtlinien und technischen Normen um. Diese fließen in die Gesetzgebung und die Tätigkeit der Exekutive ein und werden als DIN-Normentwürfe in die europäische und die internationale Normungsarbeit eingebracht.“

Zur Erfüllung dieses Auftrags werden die Arbeiten der Kommission Reinhaltung der Luft seit ihrer Gründung staatlich gefördert. Die Fördersumme liegt aktuell bei 1.423.000 € pro Jahr. Vor- und Nachteile sowie ordnungspolitische Schwierigkeiten dieser Lösung werden andernorts ausführlich diskutiert.

## Struktur

### Organe
Die Organe der KRdL sind:
1. Beirat
2. Vorstand
3. Fachbeirat
4. Fachausschuss
5. Geschäftsführung[28]

Die Mitglieder der Organe bilden das jeweilige Organgremium.

### Vorsitzende
- Heinrich Lent (1957–1962)[29]
- Hans Stephany (1963–1970)[29]
- Karl Schwarz (1971–1981)[29]
- Ottmar Schwarz (1982–1989)[29]
- Herbert Gassert (1990–1995)[29]
- Hubert-Peter Johann (1996–1998)[29]
- Peter Davids (1999–2001)[29]
- Klaus Gerhard Schmidt (2002–2007)[29]
- Michael Ball (2008–2013)[29]
- Ragnar Warnecke (2014–2019)[29]
- Jörg Hellhammer (seit Januar 2020)[30]

## Inhaltliche Schwerpunkte
Die Kommission Reinhaltung der Luft ist in die vier Fachbereiche Umweltschutztechnik, Umweltmeteorologie, Umweltqualität und Umweltmesstechnik untergliedert. Die von diesen Fachbereichen erarbeiteten Normen und VDI-Richtlinien sind Inhalt des VDI/DIN-Handbuch Reinhaltung der Luft. Dementsprechend ist das Handbuch in sechs Bände unterteilt:
- Band 1 befasst sich mit allgemeinen Fragen, maximal zulässigen Immissionswerten in der Luft und mit der Umweltmeteorologie
- Band 2 und 3 befassen sich mit der Emissionsminderung
- Band 4 und 5 befassen sich mit Analysen- und Messverfahren
- Band 6 befasst sich mit Abgasreinigung und Staubtechnik

### Umweltschutztechnik
Die technische Regelsetzung ist fokussiert auf die Beschreibung des Stands der Technik von Verfahren, Einrichtungen und Betriebsweisen zur Emissionsminderung und Energieumwandlung in Industrie und Gewerbe, Produktion und Dienstleistung sowie auf die Abscheidung von festen und flüssigen Partikeln, aber auch von Gasen und Geruchsstoffen.

### Umweltmeteorologie
Die Umweltmeteorologie ist sowohl grundlagen- als auch anwendungsbezogen, hat einen ausgeprägt interdisziplinären Charakter und umfasst die Disziplinen Meteorologie und Klimatologie im Allgemeinen und die Physik der atmosphärischen Grenzschicht, die Atmosphärenchemie, die numerische Modellierung, Stadtklimatologie, Humanbiometeorologie und Luftreinhaltung im Speziellen. Die technische Regelsetzung ist fokussiert auf die Ausbreitung und den Transport von gas- und partikelförmigen Emissionen in der unteren Atmosphäre. Der Arbeitsbereich beginnt beim Übertritt von Stoffen in die Atmosphäre und endet beim Übergang dieser Stoffe in andere Medien.

### Umweltqualität
In diesem Themenfeld wird die Wirkung von Luftverunreinigungen auf Mensch, Tier, Pflanze, Boden, Atmosphäre sowie auf Werkstoffe und Kulturgüter behandelt. Die technische Regelsetzung ist fokussiert auf wirkungsbezogene Mess- und Erhebungsverfahren (Biomonitoring), maximalen Immissions-Werte, die Umweltsimulation, geruchsintensive Stoffe sowie Bioaerosole.

### Umweltmesstechnik
Im Themenbereich Umweltmesstechnik werden alle relevanten Messtechniken in der Luftreinhaltung und Anforderungen an Probenahme, Analytik und Auswertung sowie Festlegungen von Definitionen und Kriterien behandelt, die die Qualität von Messverfahren beschreiben. Die technische Regelsetzung ist fokussiert auf Messtechnik für einzelne Komponenten oder Stoffgruppen von Luftverunreinigungen sowie für klimarelevante Gase.

### Gemeinschaftsausschuss Bioaerosole
Neben den vier Fachbereichen gibt es einen fachbereichsübergreifenden Gemeinschaftsausschuss Bioaerosole.

## Ehrungen

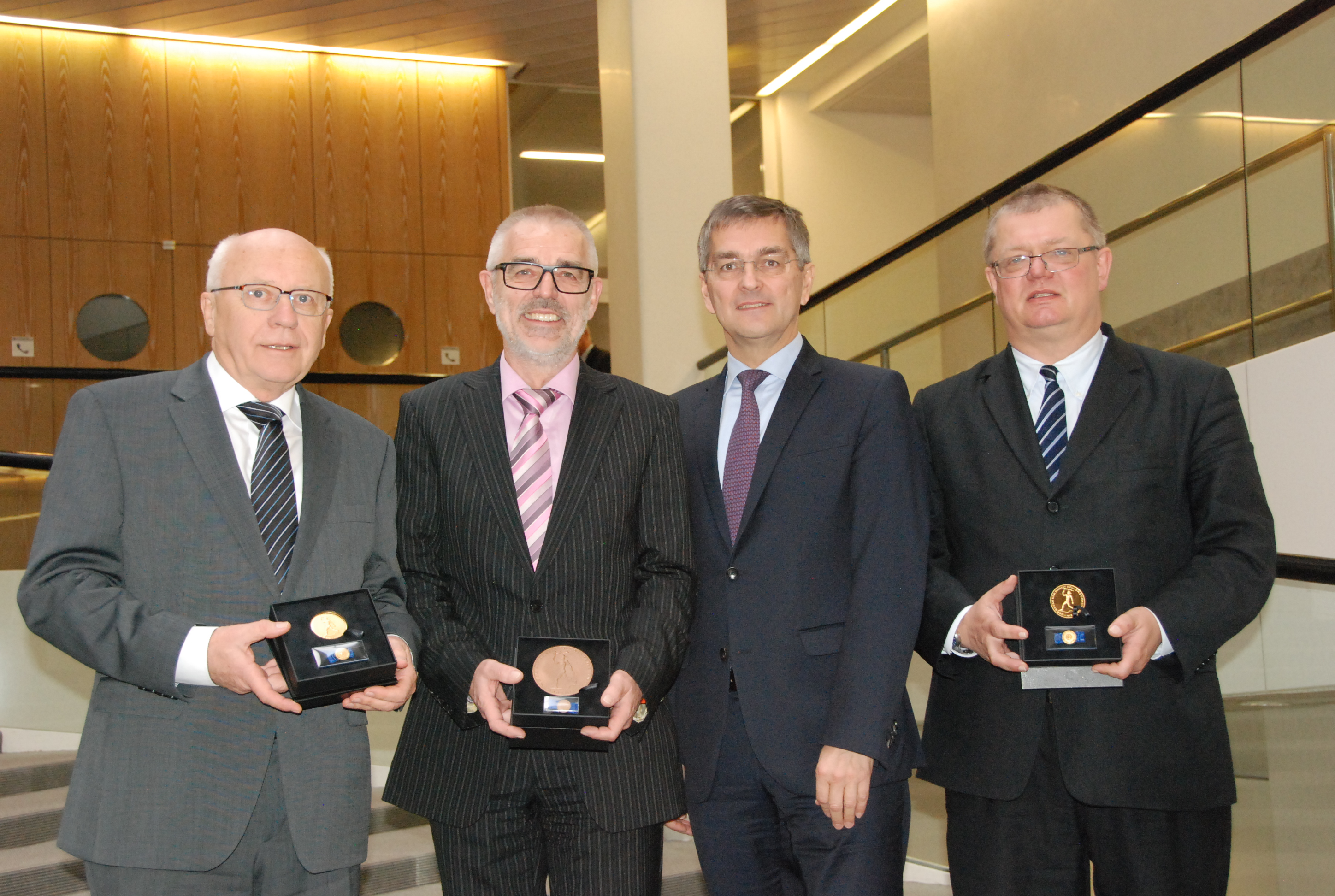
Ehrender und Geehrte im Rahmen der Jubiläumsveranstaltung 60 Jahre KRdL: Luftreinhaltung - Quo Vadis? (v. l. n. r. W. J. Müller, J. Hellhammer, R. Warnecke, H.-J. Hummel)

Als VDI-Fachgesellschaft kann die Kommission Reinhaltung der Luft die Ehrenmedaille des VDI (von 1959 bis 1977 Ehrenmünze des VDI) und die Ehrenplakette des VDI verleihen. Nachfolgend sind die durch die KRdL geehrten Inhaber der Ehrenmedaille/Ehrenmünze des VDI aufgelistet.
- 1964: Heinrich Lent[34]
- 1965: Anton Bachmair[34]
- 1965: Kurt Guthmann[34]
- 1965: Hans Otto Hettche[34]
- 1965: Karl Schwarz[34]
- 1966: Roland Nagel[34]
- 1967: Hans Stephany[34]
- 1970: Franz Mühlhausen[34]
- 1976: Manfred Buck[34]
- 1976: Hans-Werner Schlipköter[34]
- 1976: Hans Willi Thoenes[34]
- 1977: Traugott Gilbert[34]
- 1978: Heinrich Stratmann[34]
- 1981: Hans-Joachim Frost[34]
- 1981: Helmut Keinhorst[34]
- 1981: Friedrich Löffler[34]
- 1982: Christian Alt[34]
- 1982: Heinrich Hartkamp[34]
- 1982: Bernd Prinz[34]
- 1983: Kurt Gasiorowski[34]
- 1983: Siegfried Külske[34]
- 1984: Harald Jüntgen[35]
- 1985: Erdwin Lahmann[36]
- 1986: Kurt Obländer[37]
- 1987: Heinz-G. Fortak[38]
- 1987: Kurt Kirchner[38]
- 1987: Josef Kölble[38]
- 1987: Giselher von Nieding[38]
- 1987: Klaus Winkler[38]
- 1990: Hans Schirmer[39]
- 1990: Karlheinz Trobisch[40]
- 1993: Klaus Lützke[41]
- 1993: Hans Peter Stief-Tauch[41]
- 1995: Stefanos Biniaris[42]
- 1996: Peter Bruckmann[43]
- 1996: Günter Herberg[44][45]
- 1997: Gerhard Feldhaus[46]
- 1997: Helmut Stahl[46]
- 1998: Diether Schmitt[47]
- 1999: Michael Birkle[48]
- 1999: Hans-Jürgen Hapke[49]
- 2000: Michael Wagner[50]
- 2002: Michael Ball[51]
- 2002: Bernd Seifert[51]
- 2005: Thomas Eikmann[52][53]
- 2005: Klaus Gerhard Schmidt[53]
- 2008: Bernd Neukirchen[54]
- 2008: Klaus Dieter Siegel[54][55]
- 2014: Günter Baumbach[56]
- 2017: Hans-Joachim Hummel[57]
- 2017: Wolfgang J. Müller[57]
- 2020: Reinhard Kostka-Rick[58]
- 2021: Ralf Both[59]
- 2021: Volker Kummer[59]
- 2022: Thomas Foken[60]
- 2022: Wilhelm Kuttler[60]
- 2025: Christian Ehrlich[61]
- 2025: Andrea Gärtner[61]

Mit der Ehrenplakette wurden unter anderem Wolfgang Bartknecht, Robert Guderian, Hanspaul Hagenmaier, Dieter Hochrainer, Heinke Schlünzen und Monica Wäber ausgezeichnet.